# Янчевский, Вячеслав Иванович
Вячеслав Иванович Янчевский (бел. Вячаслаў Iванавіч Янчэўскi; 9 июля 1948, Минск — 13 марта 2025) — белорусский математик. Академик НАН Беларуси (2014, член-корреспондент с 2009 года), доктор физико-математических наук (1981), профессор (1990).

## Биография
В 1971 году с отличием окончил математический факультет Белорусского государственного университета, после досрочного окончания аспирантуры Белорусского государственного университета с 1974 года работал в Институте математики НАН Беларуси, в 1993—2025 гг. был заведующим отделом алгебры. 
Параллельно преподавал в БГУ на кафедре геометрии. В 1993—2017 гг. был заведующим кафедрой геометрии, топологии и методики преподавания математики Белорусского государственного университета, после — профессором этой кафедры.
Скончался 13 марта 2025 года.

## Научная деятельность
Основные области научных интересов: алгебраическая геометрия (в особенности алгебраические группы, алгебраическая К-теория и теория групп Брауэра гиперэллиптических и эллиптических кривых и их полей функций), теория конечномерных ассоциативных алгебр (в особенности алгебр с делением и алгебр с инволюциями). В. И. Янчевский развил приведенную унитарную и спинорную К-теории. Им доказаны гипотезы Хардера, Дьедонне, решены проблемы унирациональности расслоений на коники с рациональными точками, описания приведенных унитарных и спинорных групп Уайтхеда. Проводятся исследования по группам Брауэра и эллиптическим кривым, имеющие важное прикладное значение. В. И. Янчевский разработал новые методы исследования внешних форм групп типа An, для гензелевых алгебр.
В 2008 году за исследования по изучению специальных унитарных групп над алгебрами с делением ему присуждена премия Национальной академии наук Беларуси.

## Награды
- Премия НАН Беларуси (2008)
- Почетная грамота НАН Беларуси (3)
- Почётная грамота и грамота министерства образования Республики Беларусь
- "Юбилейная медаль «В честь 80-летия НАН Беларуси»
- "Юбилейная медаль «В честь основания НАН Беларуси»

## Основные публикации
Книги:
- С. Г. Кононов, Р. И. Тышкевич, В. И. Янчевский. Введение в математику. В 3-х частях // Мн., 2003.
- С. Г. Кононов, А. В. Прокопчук, Т. В. Тихонова, В. И. Янчевский. Основы аффинной геометрии // Мн., 2009.

Основные статьи:
- В. И. Янчевский. Простые алгебры с инволюциями и унитарные группы // Мат.сб., 1974, Т.93, N.3
- В. П. Платонов, В. И. Янчевский. О гипотезе Кнезера-Титса для унитарных групп // Докл. АН СССР, 1975, Т.225, N.1
- В. И. Янчевский. Коммутанты простых алгебр с сюръективной приведенной нормой // Докл. АН СССР, 1975, Т. 221, N.5.
- В. И. Янчевский. Тела над гензелевыми дискретно нормированными полями и проблема Таннака-Артина // Докл. АН СССР, 1976, Т.226, N 2
- В. И. Янчевский. Приведенная унитарная K-теория и тела над гензелевыми дискретно-нормированными полями // Изв. АН СССР. сер.мат., 1978, N.4
- В. И. Янчевский. Приведенная унитарная K-теория. Приложения к алгебраическим группам // Мат.сборник, 1979, Т.110, N.4
- В. И. Янчевский. Обратная задача приведенной унитарной К-теории // Мат.заметки, 1979, Т.26, N 3
- В. П. Платонов, В. И. Янчевский. Конечномерные гензелевы тела // Докл. АН СССР, 1987, Т.297, N.3
- В. П. Платонов, В. И. Янчевский. К теории гензелевых тел // Докл. АН СССР, 1987, Т.297, N.2
- В. И. Янчевский. Приведенные нормы простых алгебр над функциональными полями // Тр.мат.ин-та АН СССР. / Наука. — Л., 1988, Т.183. Теория Галуа, кольца, алгебр.группы и их приложения
- А. П. Монастырный, В. И. Янчевский. Группы Уайтхеда спинорных групп // Изв. АН СССР.сер.мат., 1990, Т.54, N.1
- В. П. Платонов, В. И. Янчевский. Конечномерные тела // В сб.: Современные проблемы математики. / ВИНИТИ. — М., 1992, Т.77
- V.I. Yanchevskiĭ. On the defect of valued division algebras // Contemporary mathematics, 1992, V.131
- В. И. Гулецкий, В. И. Янчевский. Ветвление и законы взаимности в группах Брауэра полей функций числовых кривых рода один // Алгебра и анализ, 1996, Т. 8, вып. 5
- J. van Geel, V.I. Yanchevskiĭ. Indices of huperelliptic curves over p-adic fields // Manuscripta math.. / Springer-Verlag, 1998, Vol. 96
- V.I. Guletskiĭ, V.I. Yanchevskiĭ. Reciprocity laws for simple algebras over function fields of number curves // Communications in Algebra, 2000, Vol.8, N 4
- B. E. Kunyavski, L. H. Rowen, S. V. Tikhonov, V.I. Yanchevskiĭ. Division algebras that ramify only on a plane quartic curve // Proc. Amer. Math. Soc. 134 (2006)
- B. E. Kunyavski, L. H. Rowen, S. V. Tikhonov, V.I. Yanchevskiĭ. Bicyclic algebras of prime exponent over function fields // Trans. Amer. Math. Soc. 358 (2006)
- S. V. Tikhonov, J. van Geel, V.I. Yanchevskiĭ. Pythagoras numbers of function fields of hyperelliptic curves with good reduction // Manuscripta Math. 119 (2006), N 3
- У. Реман, С. В. Тихонов, В. И. Янчевский. Символ-алгебры и цикличность алгебр после расширения скаляров // Фундаментальная и прикладная математика. 2008. Т. 14, № 6
- U. Rehmann, S.V. Tikhonov, V.I. Yanchevskiĭ. Prescribed behavior of central simple algebras after scalar extension // Journal of Algebra. 2012. Vol. 351
- A.R. Wadsworth, V.I. Yanchevskiĭ. Unitary SK1 for a graded division ring and its quotient division ring // Journal of Algebra. 2012. Vol.352.
- S. V. Tikhonov, V. I. Yanchevskiĭ. Symmetric elements, Hermitian forms, and cyclic involutions // Communications in Algebra. 2015. Vol. 43, no 11. P. 4735-4744.